# Madala Ranga Rao
Madala Ranga Rao (25 de maio de 1948 – 27 de maio de 2018) foi um ator, cineasta e produtor cinematográfico indiano.
Nascido em 25 de maio de 1948 na aldeia de Mynampadu, em Ongole, Prakasam, distrito de Andhra Pradesh. Ranga Rao contribuiu para a indústria cinematográfica, produzindo filmes na língua telugo.
Produziu filmes como Yuvatharam Kadilindi (1980), Erra Mallelu (1981), Mahaprasthanam (1982), Praja Shakthi (1983), Veera Bhadrudu (1984),. 
Ranga Rao morreu no domingo, 27 de maio de 2018, em Telangana.